# Roue de réaction
 (juin 2024).
Si vous disposez d'ouvrages ou d'articles de référence ou si vous connaissez des sites web de qualité traitant du thème abordé ici, merci de compléter l'article en donnant les références utiles à sa vérifiabilité et en les liant à la section « Notes et références ».

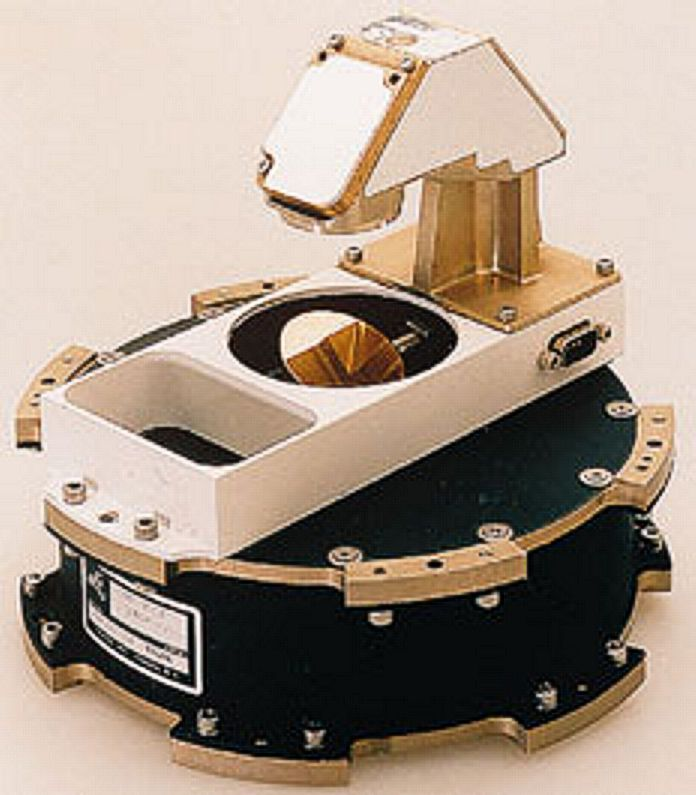
Une roue de réaction couplée avec un capteur de Soleil permettant de contrôler l'orientation du satellite par rapport au Soleil.

Une roue de réaction est un type de volant d'inertie utilisé dans les engins spatiaux pour modifier leur moment angulaire (par un mouvement de rotation) en consommant seulement de l'électricité, sans besoin de carburant. Les roues de réaction sont utilisées pour effectuer des changements d'orientation d'un engin spatial stabilisé 3 axes pour maintenir ses instruments ou ses équipements (antenne, panneaux solaires) pointés vers une portion du ciel donnée. La roue de réaction ne permet qu'une rotation de l'engin autour de son centre de masse et en aucun cas un mouvement de translation.
L'utilisation des roues de réaction, qui remplacent dans cet usage les propulseurs, permet d'augmenter la proportion de la charge utile dans un engin spatial en limitant ou annulant le besoin d'emport de carburant pour le contrôle d'orientation. En contrepartie, la roue de réaction est un mécanisme en mouvement sujet à l'usure et l'arrêt prématuré d'une mission spatiale est assez souvent lié à la défaillance de ce type d'équipement.
Elles sont d'usage courant sur les sondes spatiales, les satellites d'observation de la Terre, les satellites de télécommunications et les télescopes spatiaux.

## Description et fonctionnement

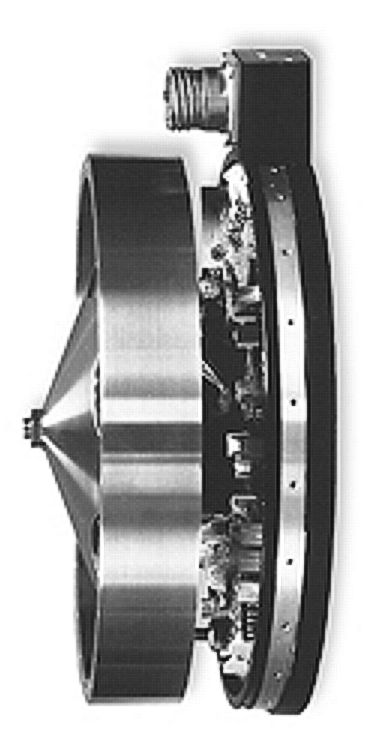
Une petite roue de réaction vue de profil.

### Description d'une roue
Une roue de réaction comprend un moteur électrique et un volant d'inertie tournant à grande vitesse. Le moteur électrique est utilisé pour faire varier à la demande la vitesse du volant d'inertie. Lorsque la vitesse de rotation du volant d'inertie est modifiée, l'engin spatial va tourner dans le sens opposé au sens de rotation du moteur, de manière proportionnelle par conservation du moment angulaire.

### Système à plusieurs roues
Un dispositif combinant trois roues de réaction dont les axes sont perpendiculaires les uns aux autres, permet de réorienter l'engin spatial dans n'importe quelle direction. Les engins spatiaux emportent généralement une quatrième roue de réaction pour suppléer à la défaillance de l'une d'entre elles.

### Limitations
À la longue, une roue de réaction finit par saturer c'est-à-dire que les différentes corrections effectuées finissent par lui faire atteindre une vitesse de rotation soit trop basse, soit trop élevée. Il faut alors « désaturer » la roue de réaction, c'est-à-dire augmenter ou réduire la vitesse de rotation sans pour autant changer l'orientation de l'engin spatial. Ce peut être réalisé à l'aide d'un système de propulsion conçu pour cet usage ou, si l'engin spatial se trouve sur une orbite suffisamment basse autour d'une planète dotée d'un champ magnétique, à l'aide de magnéto-coupleurs.
La roue de réaction est un mécanisme en mouvement sujet à l'usure et l'arrêt prématuré d'une mission spatiale est assez souvent lié à la défaillance de ce type d'équipement[réf. souhaitée].
La roue de réaction est limitée en couple et ne peut pas être appliquée sur des stations spatiales. Pour obtenir une meilleure efficacité ou une plus grande agilité, on peut utiliser un actionneur gyroscopique.

## Caractéristiques
Une roue de réaction est principalement caractérisée par : 
- son moment cinétique, exprimé en N m s ou en kg m2 s−1 ;
- sa vitesse maximale : lorsqu'elle est atteinte la roue doit être désaturée ;
- son couple ;
- sa consommation électrique ;
- sa masse ;
- ses dimensions hors tout.